# لاختا سنتر
لاختا سنتر (به انگلیسی: Lakhta Center) (به روسی: Ла́хта це́нтр) یک آسمان‌خراش ۸۷ طبقهٔ در حال ساخت در حومه لاختا در سن پترزبورگ، روسیه است. لاختا سنتر ۴۶۲ متر (۱٬۵۱۶ فوت) ارتفاع دارد، لاختا سنتر در واقع بلندترین ساختمان در روسیه، بلندترین ساختمان در اروپا و ۱۳ امین ساختمان بلند در جهان است. لاختا سنتر همچنین دومین سازهٔ بلند در روسیه و اروپا، بعد از برج اوستانکینو در مسکو است.

## امکانات و تأسیسات مورد احداث
- رستوران‌ها و کافه‌ها با ظرفیت ۱۵۰۰ نفر.
- فضاهای نمایشگاهی به مساحت ۱۵۰۰ متر مربع + نمایشگاه در فضای بازمحوطه.
- سالن‌های همایش چند منظوره. ارتفاع دیوارها و سقف و همچنین تغییر کامل دکوراسیون صحنه و سالن قابل انجام است. ظرفیت سالن ۴۹۴ نفر.
- مراکز آموزشی اینتراکتیو برای کودکان (دنیای کودکان) به مساحت ۷۰۰۰ متر مربع.
- مجموعه ورزشی به مساحت ۴۶۰۰ متر مربع. سالن‌های ورزشی، فیتنس (تناسب اندام)، وِلنِس (تندرستی)، اسپا و ماساژ.
- مرکز پزشکی به مساحت ۲۵۰۰ متر مربع. تشخیص و درمان بیماری‌ها.
- دفاتر اداری به مساحت ۱۳۰ هزار متر مربع یا ۴۳٪ از فضای کل مجموعه.
- سالن آمفی تئاتر روباز در ساحل خلیج با ظرفیت ۲۰۰۰ نفر.
- آسمان نما به شکل کروی و گنبد. چشم‌انداز کامل از آسمان برای تماشای ستارگان و همچنین شبیه‌سازی کامل برای سیر در فضای کهکشانی، با ظرفیت ۱۴۰ نفر.
- رستوران دوطبقه با دید پانورامیک (چشم‌اندازی وسیع) در ارتفاع ۳۳۰ متری (بین طبقات ۷۴ تا ۷۶ آسمانخراش)
- سکوی دید بازبین طبقات ۸۳ تا ۸۶ و در ارتفاع ۳۶۰ متری واقع شده‌است و بلندترین سکوی اروپا بشمار می‌آید.

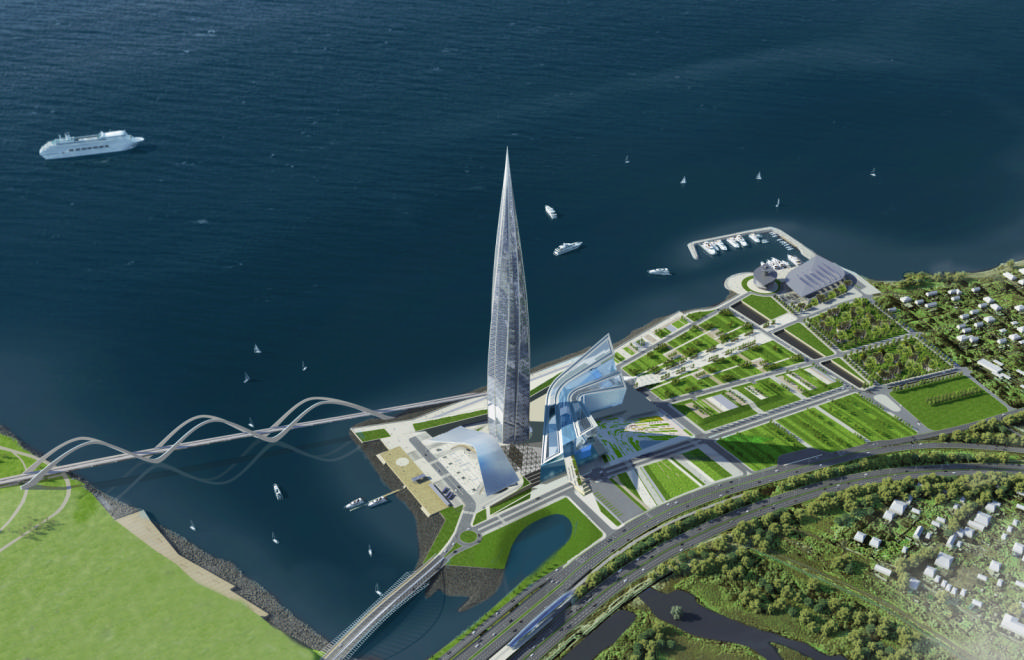
انتظار می‌رود لاختا سنتر بلندترین ساختمان در اروپا بشود.

## صرفه جویی در انرژی و فناوری سبز
- مرکز لاختا سنتر در سال ۲۰۱۵ گواهی LEED Gold را در مرحله طراحی دریافت کرد.
- بهینه‌سازی مصرف انرژی بمیزان 40%.
- طبق ارزیابی کارشناسان، مدت ۲۰ سال زمان برای بازگشت هزینه‌های این مرکز بابت فناوری سبز لازم است.

## رکوردها و موارد قابل توجه
- لاختا سنتر از ۱/۳/۲۰۱۵ تا اکتبر ۲۰۱۶ رکورد جهانی بالاترین حجم بتن ریزی بی‌وقفه در سرتاسر دنیا را به نام خود ثبت کرد. کارگران لاختا سنتر در طی ۴۹ ساعت به‌طور بی‌وقفه توانستند عملیات بتن ریزی در لایه زیرین پی و فونداسیون این آسمانخراش به حجم ۱۹۶۲۴ متر مکعب را به انجام برسانند.
- برای احداث کامل مجموعه، ۴۰۰ هزار مترمکعب بتن لازم است.
- زیر پی این آسمانخراش، عریض‌ترین شمع جهان به قطر دو متر قرار داده شده‌است.
- بخش عمده نمای آسمانخراش از جنس شیشه مقاوم در برابر سرما (خمکاری شده سرد) است. برای ۱۳۰ هزار متر مربع از سازه و ۷۷ هزار متر مربع از برج شیشه استفاده شده‌است. وزن هر شیشه در قسمت نمای سازه ۷۸۰ کیلوگرم است.
- سرعت ساخت: ۱ طبقه در عرض ۷–۶ روز.
- این آسمان خراش فرمِ چرخشی دارد. زاویه چرخش برج از ته تا بالا ۹۰ درجه می‌باشد.
- ورودی اصلی ساختمان به صورت آرک (سقف قوسی شکل به سمت پایین) به ارتفاع ۲۴٬۵ متر است. طول آرک ورودی بدون سازه‌های نگه دارنده، ۹۸ متر است.